# Дворец спорта Олимпийского спорткомплекса

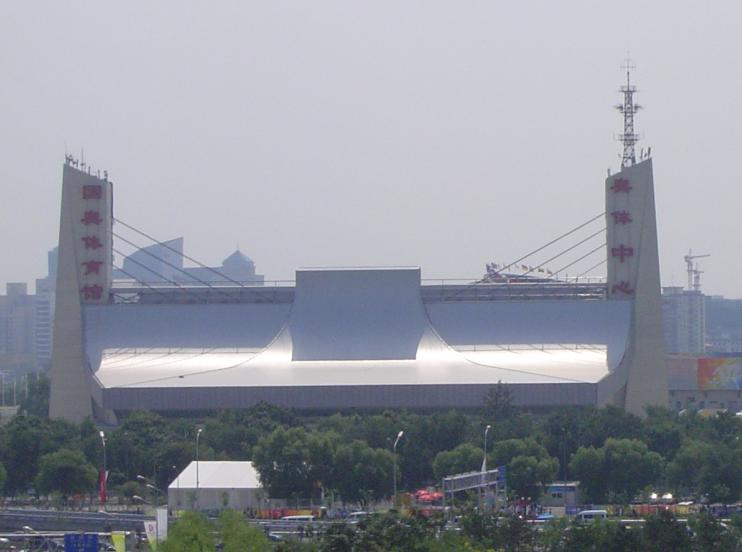

Дворец спорта Олимпийского спорткомплекса (кит. упр. 奥体中心体育馆, пиньинь Ào Tǐ Zhōngxīn Tǐyùguǎn) — дворец спорта в Пекине (КНР), рядом со Стадионом Олимпийского спорткомплекса в южной части Олимпийского парка Пекина. Он был построен в 1989 году для соревнований Азиатских игр 1990 года, а 13 сентября 2007 года была завершена его реконструкция. Во время Олимпиады-2008 здесь проходили некоторые соревнования по гандболу.
В настоящее время площадь Дворца спорта составляет 47.410 м², вместимость — 7.000 зрителей.